# Polyptychus aurora
Polyptychus aurora is een vlinder uit de familie van de pijlstaarten (Sphingidae). De wetenschappelijke naam van de soort werd in 1936 gepubliceerd door Benjamin Preston Clark.